# Langvinvleermuisvis
De langvinvleermuisvis (Platax teira) is een straalvinnige vissensoort uit de familie van de schopvissen (Ephippidae). De wetenschappelijke naam van de soort is voor het eerst geldig gepubliceerd in 1775 door Forsskål.

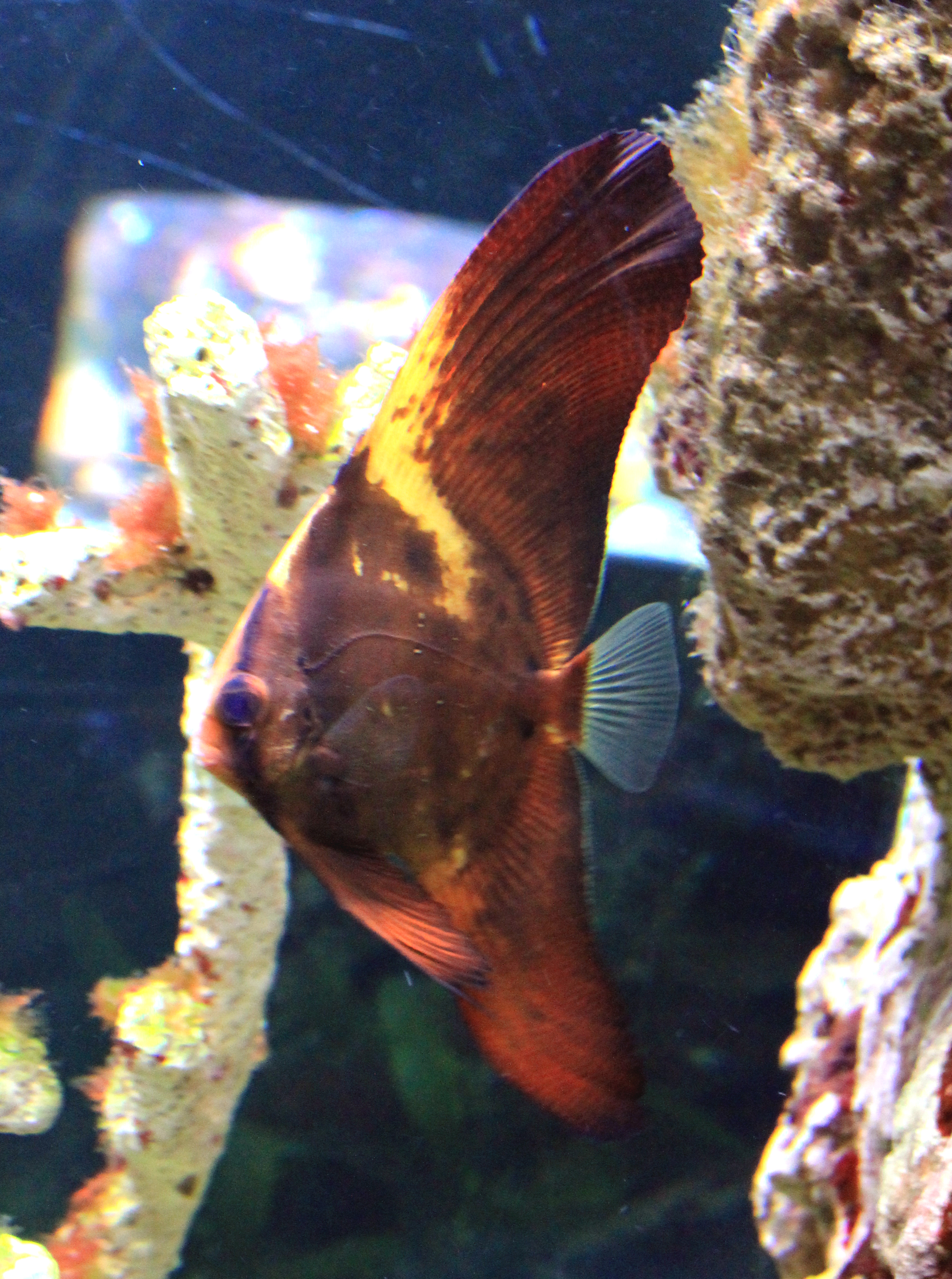
In Prague sea aquarium